# London (Ontario)
London és una ciutat de la província d'Ontario, al Canadà. Rep aquest nom per Londres (London) d'Anglaterra. És la capital del comtat administratiu de Middlesex. Té una població de 352.395 habitants (cens del 2006). La seva regió metropolitana té 457.720 habitants (cens del 2006).) Va ser fundada l'any 1826 i va esdevenir oficialment ciutat el 1855. Té una economia diversificada basada en la construcció de vehicles militars, les assegurances, la tecnologia informàtica i els ensenyaments de medicina. Té una universitat pública, University of Western Ontario, amb uns 30.00 estudiants. El John Labatt Centre Arena es troba a London.

## Situació
London es troba al sud-oest d'Ontario a 240 km a l'oest de Toronto.

## Història
Abans de l'arribada dels europeus, al segle xvii, London era el lloc on hi havia de diverses poblacions dels iroquesos. El poble a la desembocadura del riu Thames (Ontario) (« Askunessippi » (Eshkani-ziibi: « riu dels boscos de cérvols ») en l'idioma Ojibwé rebia el nom de « Pahkatequayang » (Baketigweyaang: « lloc on es bifurca el riu »). Aquest lloc va ser escollit per John Graves Simcoe, lloctinent-governador de l'Alt Canadà, el 1783 com a capital de l'Alt Canadà, però London no es va fundar fins a 1826 per Thomas Talbot. London mantingué els seus lligams amb el Regne Unit durant tot el segle xix, però durant la Rebel·lió de 1837 entre l'Alt i Baix Canadà hi va haver una revolta portada a terme per Charles Duncombe.
London va ser el centre d'un districte militar durant la Primera i la Segona guerres mundials i encara hi ha una base militar a la ciutat.
L'home de negocis John Labatt fundà una fàbrica de cervesa a London el 1847. Frederick Banting formulà el procés d'aïllament de la insulina. Thomas Carling hi fundà la fàbrica cervesera Carling el 1840. La companyia d'assegurances London Life es va fundar a London, Ontario, el 1874.